# Arthur Nebe
Arthur Nebe (Berlín, 13 de noviembre de 1894 - ibíd., 2 de marzo de 1945) fue un alto oficial alemán de la SS y de la Kriminalpolizei durante la Segunda Guerra Mundial. Murió ahorcado por la propia SS debido a su implicación en el intento de asesinato de Hitler el 20 de julio de 1944.

## Biografía

### Inicios
Hijo de un maestro de escuela protestante, Nebe se alistó voluntario durante la Primera Guerra Mundial y fue asignado al Batallón de Exploradores 17 de Infantería. Fue herido con gas venenoso en dos ocasiones. En 1920 ingresó al servicio activo de la Policía, llegando a ser comisario cuatro años más tarde. Fue también ese año, exactamente el 15 de agosto de 1924, cuando se casó con Elise Schaeffer —miembro de la Organización Estudiantil Femenina Nacionalsocialista y de la Organización Femenina Nacionalsocialista, la NS-Frauenschaft—, y con la que tuvo a su única hija, llamada Gisela, el 26 de enero de 1926.
Su ingreso en el Partido nazi y a las SA tuvo lugar el 1 de julio de 1931, siéndole asignado el número 574.307. Fue transferido a la SS el 2 de diciembre de 1936. En julio de 1938 fue nombrado Jefe de la Kriminalpolizei berlinesa y adscrito al SD.
El 27 de septiembre de 1939, es nombrado Jefe del Amt V —correspondiente a la denominada Kripo— de la Oficina Central de Seguridad del Reich (RSHA), cargo que ocupó hasta el 21 de julio de 1944. Este organismo policial tuvo como tarea la persecución de los delitos comunes y criminales en Alemania.

### Participación en el Holocausto y la Resistencia
En junio de 1941 y hasta noviembre de ese mismo año, es designado comandante del Einsatzgruppen B, en Bielorrusia donde fue responsable del exterminio de 45.467 judíos detenidos en territorio soviético a través de ejecuciones sumarias. 
Luego de esta tarea se vincula con los grupos de resistencia clandestina del Ejército alemán con quienes participa en la Operación Valquiria, el plan para derrocar al gobierno nazi de Alemania, durante el fallido atentado con bomba del Coronel Claus von Stauffenberg. A partir de ese día es descubierto y simula su suicidio en un río de Berlín. A finales de julio de 1944, contacta a Adelheid Gobbin, una funcionaria de la Policía de Berlín y le pide ayuda para esconderse, inicialmente Gobbin lo oculta en su apartamento, luego lo ubica en las cercanías del Lago Motzen, al sur de Berlín con la familia Frick. 
Como Gobbin había sido amante de Nebe, en enero de 1945, la Gestapo la arresta nuevamente y la somete a una fuerte presión. El SS Sturmbannführer Willy Litzenberg, un investigador de la Gestapo detiene a su madre y hermana y la amenaza con fusilar a las tres si no revela el paradero de Nebe, tras lo cual la funcionaria se hunde y delata la ubicación del antiguo Jefe policial. La Gestapo allana la residencia y detiene a Nebe y a Walter Frick, propietario del lugar. Llevado a juicio, es condenado a muerte y ahorcado junto a Frick, el 21 de marzo de 1945, en la cárcel de Plötzensee.

## Reconocimientos

### Promociones
- SS-Gruppenführer.u.Gen.Lt.d.Pol.: 9 de noviembre de 1941;
- SS-Brigadeführer .u.Gen.Maj.d.Pol.: 1 de enero de 1941
- SS-Oberführer.: 20 de abril de 1939
- SS-Standartenführer.: 1 de agosto de 1938
- SS-Obersturmbannführer.: 20 de abril de 1938
- SS-Sturmbannführer.: 2.12.36 (ingresó a la SS con este rango)

### Condecoraciones y reconocimientos
- 1939 Spange zum 1914 EK I (?)
- 1939 Spange zum 1914 EK II
- 1914 EK I
- 1914 EK II
- Verwundetenabzeichen, 1918 in Schwarz
- Medaille zur Erinnerung an den 1. Okt. 1938
- Spange "Prager Burg"
- Ehrenkreuz für Frontkämpfer
- Dienstauszeichnungen der NSDAP
- Polizei-Dienstauszeichnungen